# Canó naval de 203mm /50 Model 1924
El 203 mm /50 Model 1924 era un canó naval italià de 203 mm (8 polzades). Fabricats per l'empresa d'enginyeria Ansaldo els anys anteriors a la Segona Guerra Mundial per a la Marina italiana, l'ús d'aquests canons es va limitar als creuers pesats de la classe Trento i a les bateries de defensa costanera durant la Segona Guerra Mundial.

## Construcció
Aquests canons eren de construcció construïda amb un revestiment fix, un canó autofretted i un bloc de recámara Welin. Els muntatges de les armes tenien entrenament, elevació, polipasts i apisonadors elèctrics. No hi havia cap braç oscil·lant i els polipasts eren de tipus empenyador amb càrrega a +15°. Aquests canons van patir problemes de dispersió (a causa del disseny de la torreta dels creuers de la classe Trento), de manera que la velocitat de boca original de 905 metres per segon (2.970 peus/s) es va reduir a 840 metres per segon (2.800 peus/s) per obusos perforants. El pes de l'obús també es va reduir de 125,3 quilograms (276 lliures) a 118 quilograms (260 lliures) en un intent de resoldre aquests problemes, però aquests esforços només van tenir èxit parcial. La raó principal del problema de dispersió va ser perquè els canons estaven muntats massa junts en un bressol comú, que juntament amb una pista de boles estreta de 4,52 metres (14,8 peus) complicava la càrrega de les armes.
Tenia un angle d'elevació entre -7° i +45°, i lateralment podia moures de -150° fins a +150°

## Servei Naval
Aquest canó es limitava a dues torretes de muntatge doble superfire a proa i popa als creuers pesats Trento i Trieste durant la Segona Guerra Mundial.

## Servei de Defensa Costera
Es va utilitzar una torreta de recanvi per a la defensa costanera.

## Munició
La munició era de tipus de càrrega independent. El projectil AP feia 84,7 centímetres (2,78 peus) de llarg amb una única càrrega embolicada que pesava 47,3 quilograms (104 lliures).
El canó podia disparar:
- Perforant de blindatge (primer) - 125,3 kg (276 lliures)
- Perforant de blindatge (posterior) - 118 kg (260 lliures)
- Alt explosiu - 110,57 kg (243,8 lliures)[2]